# Ваталово
Ваталово — деревня в Харовском районе Вологодской области.
Входит в состав Слободского сельского поселения, с точки зрения административно-территориального деления — в Слободской сельсовет.
Расстояние по автодороге до районного центра Харовска — 52 км, до центра муниципального образования Арзубихи — 3 км. Ближайшие населённые пункты — Кузьминская, Захариха, Арзубиха.
По переписи 2002 года население — 11 человек.